# São Simão (São Paulo)
São Simão é um município brasileiro do estado de São Paulo. Está localizado na Região Metropolitana de Ribeirão Preto, com distância de cerca de 60 km da metrópole.

## História

### Síntese administrativa
- Provisão de 14 de maio de 1835 - Erige a capela.
- Lei n.º 26 ou 202 de 8 de março de 1842 - Cria a freguesia, com a denominação de São Simão, no município de Casa Branca.
- Lei n.º 75 ou 822 de 22 de abril de 1865 - Cria a vila.

### Narrativa tradicional
Em 1823, uma expedição saiu de Taubaté, a fim de explorar o interior paulista e o sertão. Essa expedição seguiu a trilha de célebres [bandeirante]s, até a vila de Casa Branca (São Paulo), afastando-se do rumo das minas de Catas Altas, na Serra de Sabarabuçu, na região das Gerais, em direção Leste.

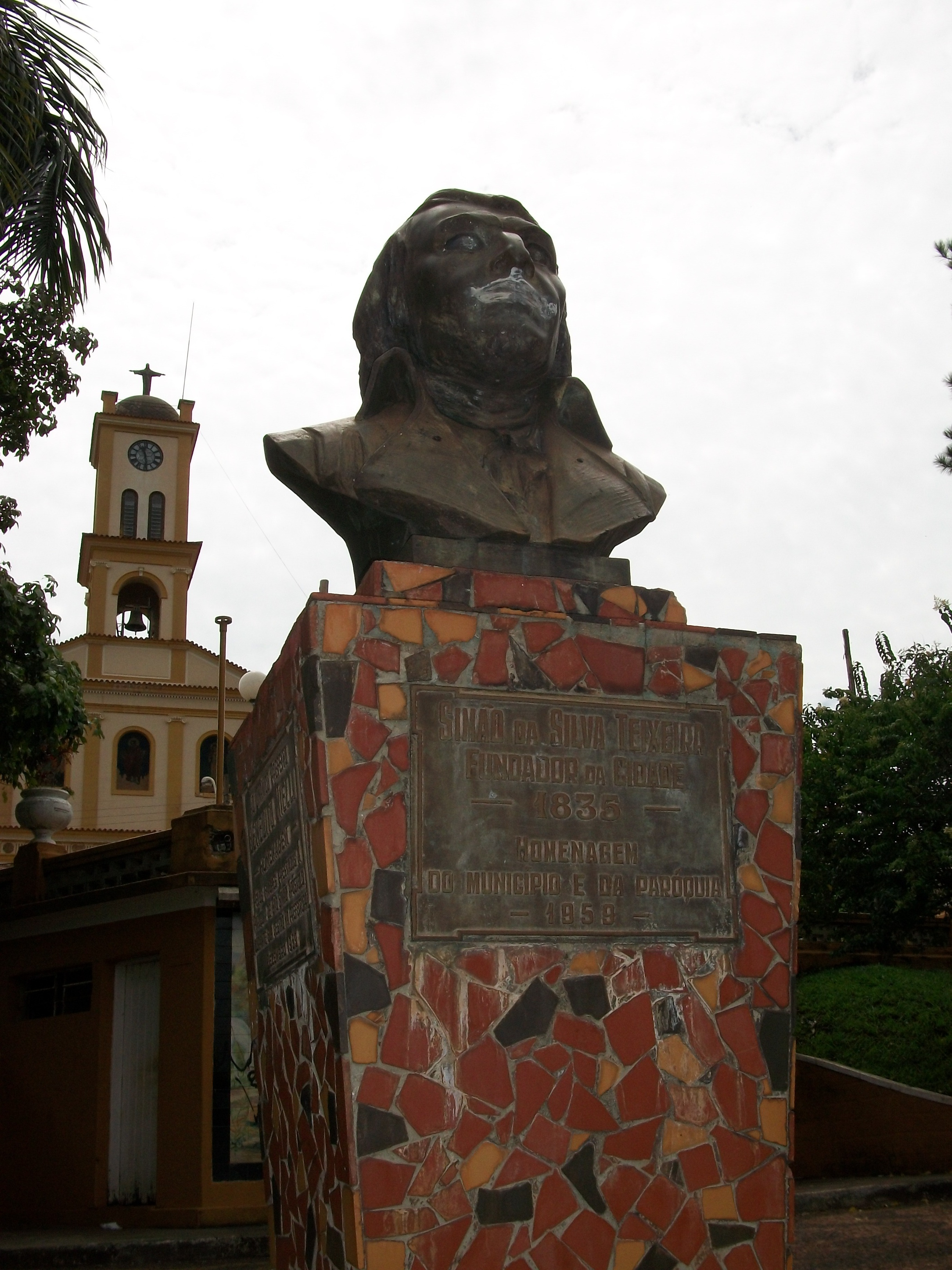
Busto do fundador de São Simão, o bandeirante Simão da Silva Teixeira.

Nessa expedição estava Simão da Silva Teixeira, sua esposa Catarina Maria da Silva, e seus escravos. Em Casa Branca, Simão entregou à guarda de seu irmão sua mulher e seus escravos, e seguiu sozinho por outra direção: enquanto a expedição seguiria o rumo do nascente, ele seguiria Oeste.
Levou apenas o que podia e seguiu mata a dentro. Estava a procura de terras para agricultura. Cada vez mais estava dentro da mata fechada, deixando-se guiar pelo poente. Todavia, perdera o rumo. Com o passar dos dias, seus alimentos acabaram, e perdera suas armas. Vendo que estava condenado, teria pedido ajuda a Deus e a seu padroeiro, São Simão Apóstolo.
Caso fosse socorrido, teria prometido permanecer no lugar do socorro até o fim de sua vida, junto com sua mulher e seus escravos. Construiria no lugar uma capela, para abrigar a imagem de seu padroeiro, feita por suas próprias mãos.
Teria sido, então, socorrido por um casal de escravos foragidos. Quando estava recuperado, voltou à Casa Branca, mas a expedição não estava mais ali, mas em Caconde.
Para lá seguiu, escolheu o mais belo cedro, e com suas mãos fez uma imagem de seu padroeiro. Reuniu a esposa, os cativos, os víveres, a pólvora, as armas, as sementes e a cria. De rumo certo, chegou ao lugar onde foi socorrido. Ali, fez construir sua casa e a capela.
Anos depois, comprovando que a terra era fértil, requereu a posse da sesmaria que vinha de Casa Branca até o Rio Pardo nas proximidades de Ribeirão Preto, com a missão de povoá-la.

### Controvérsia sobre a fundação
Na verdade, o município não foi fundado por Simão da Silva Teixeira, pois há registros  de uma vila povoada chamada Tamanduá existente antes de sua chegada ao lugar.
Em 14 de abril de 1835, o povoado foi elevado a categoria de Capela curada. Em 8 de março de 1842, a capela foi elevada a Paróquia, e depois distrito, pela lei imperial XXVI. Por essa razão, os moradores ficaram responsáveis pela construção da igreja matriz.

### Crescimento do município

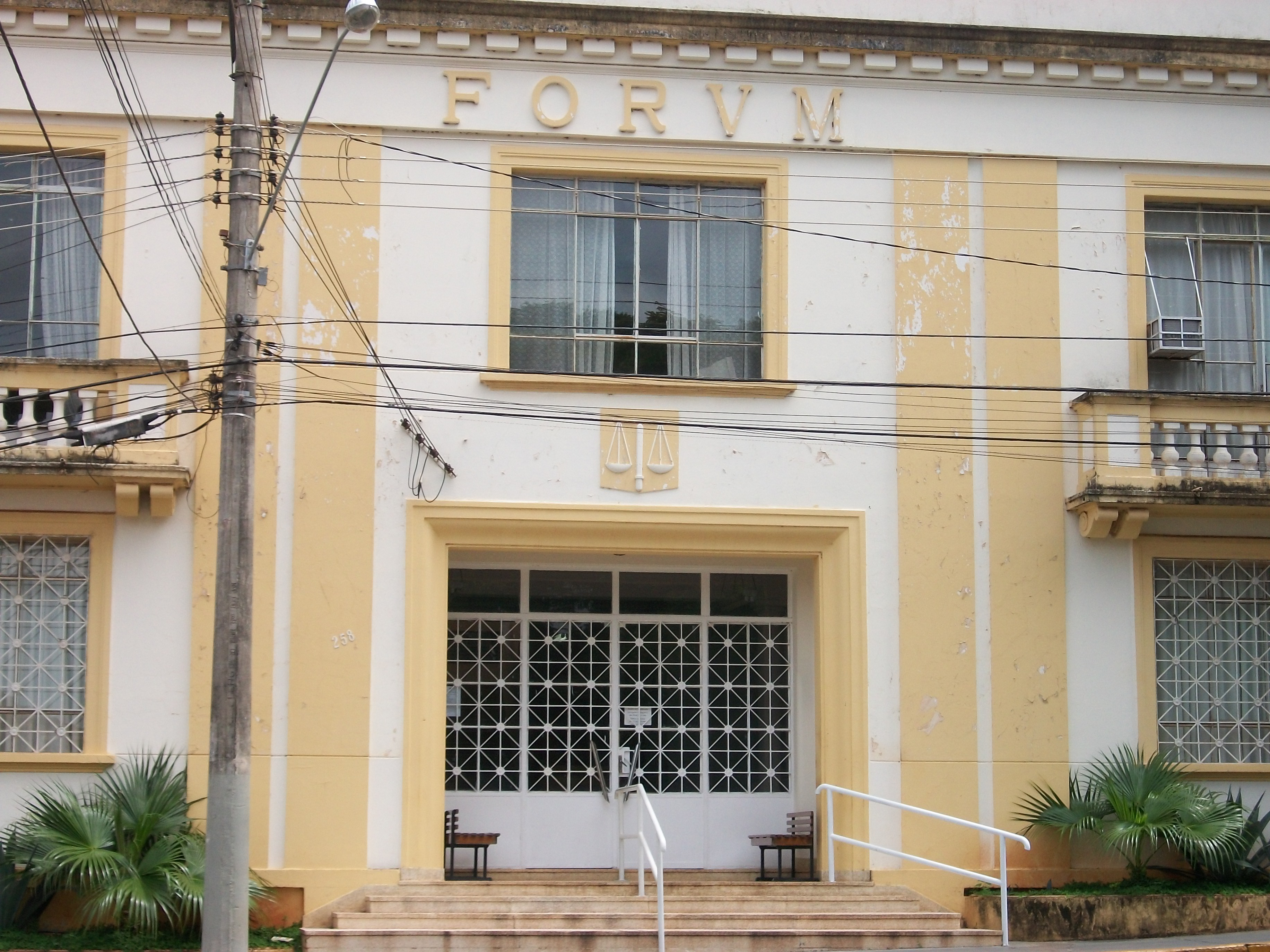
Fórum de São Simão, construído na época da criação da comarca.

Em 20 de dezembro de 1878, foi instalada a 1ª Entrância judiciária, compreendendo as vilas de Serra Azul, Santa Rosa de Viterbo e Jataí, conhecida hoje como Luís Antônio. Mas foi em 12 de maio de 1877, que ocorreu a criação da Comarca de São Simão.

### Visitas ilustres
O município de São Simão, recebeu no século XIX, a visita de Dom Pedro II, e de sua esposa Dona Teresa Cristina Maria de Bourbon. Ambos desembarcaram na estação ferroviária da época, caminharam pela Rua dos Expedicionários, e depois da caminhada, degustaram doces numa doceria da cidade.

### São Simão e a Proclamação de República

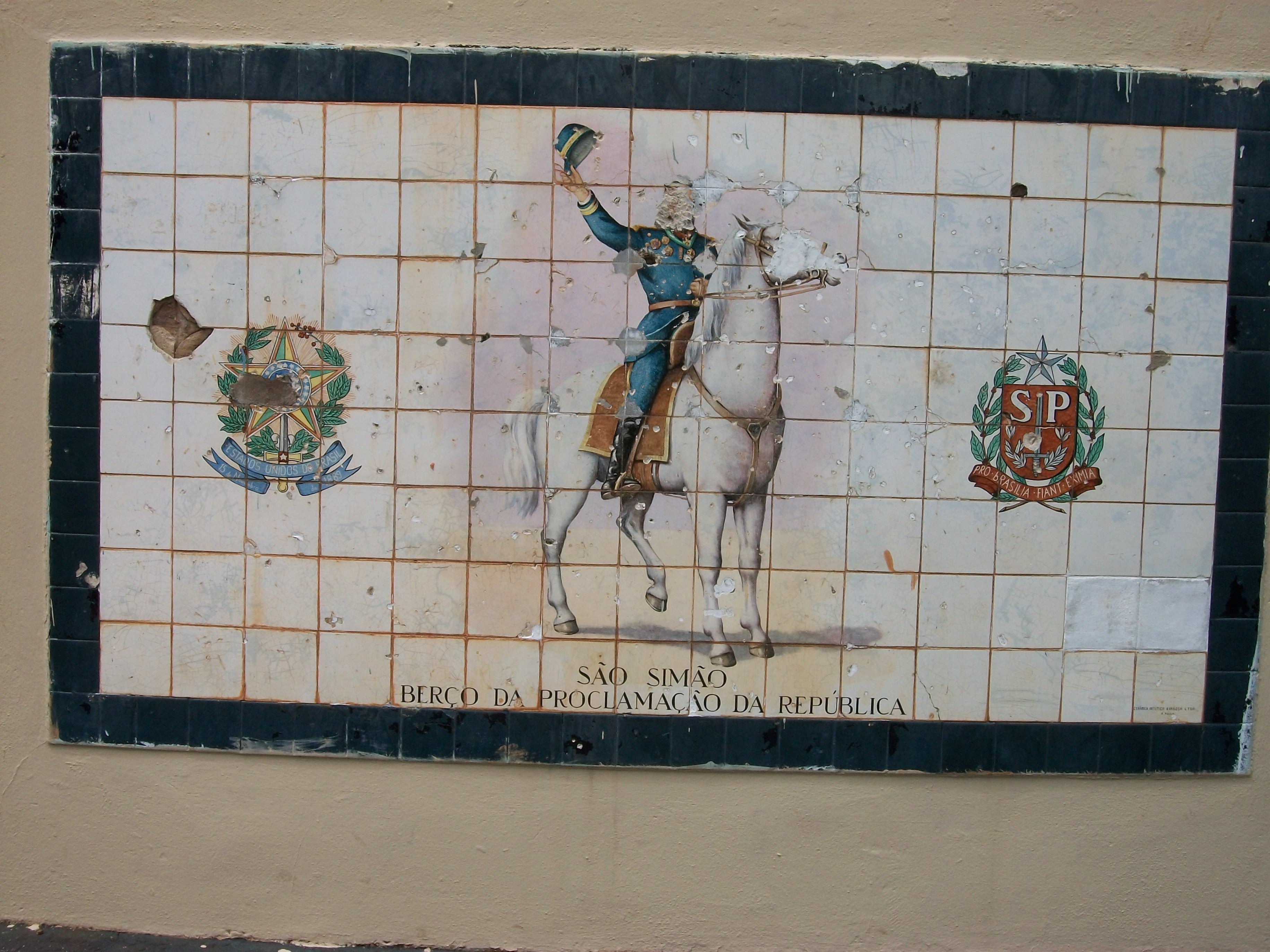
São Simão é o Berço da Proclamação da República brasileira.

São Simão foi uma das primeiras cidades a defender a instauração de República na América Portuguesa. É conhecida como Berço da Proclamação da República, como pode ser visto no brasão da cidade.

### São Simão e a Revolução de 1932

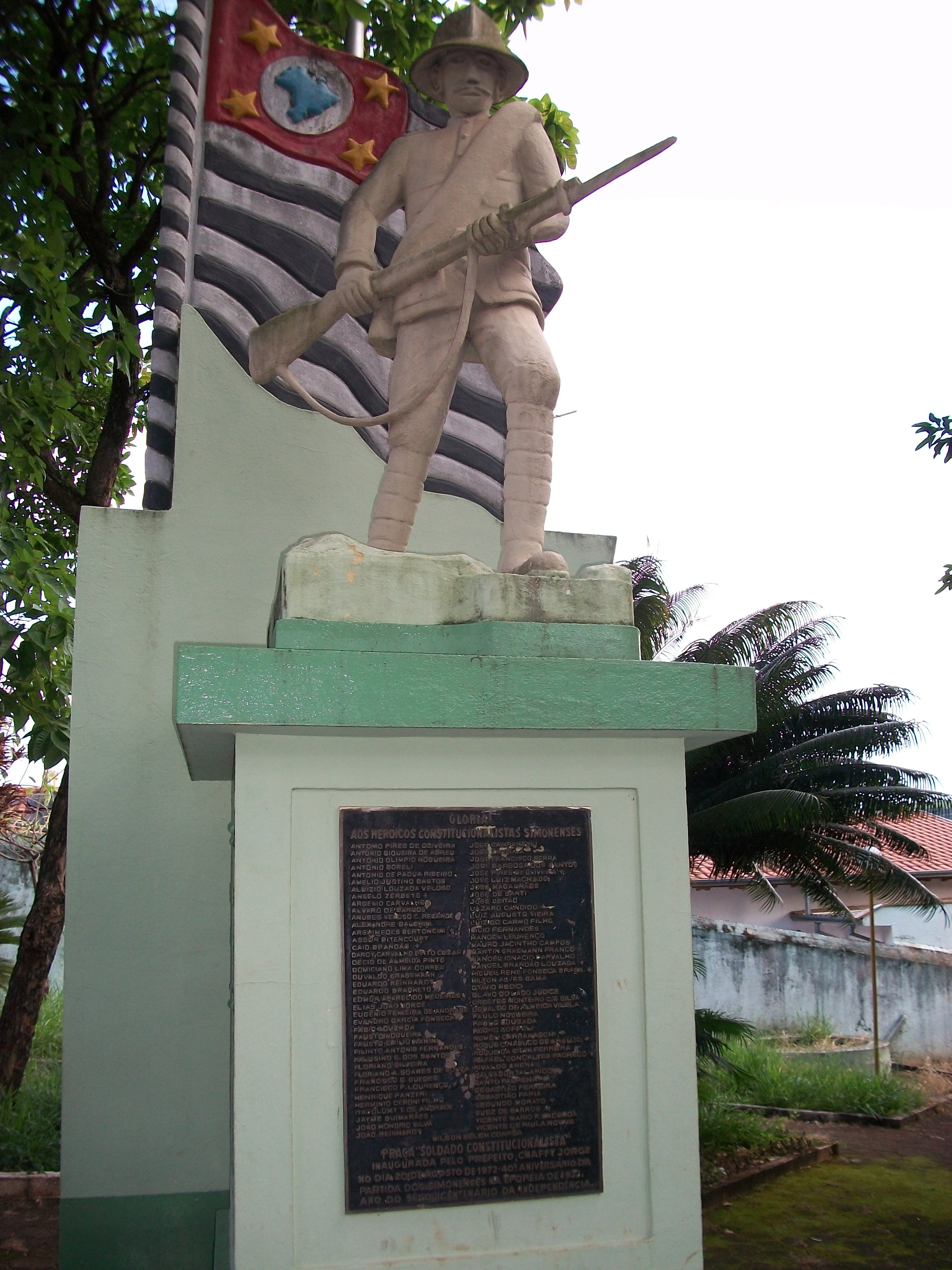
Praça em homenagem aos ex-combatentes simonenses na Revolução de 1932.

Quando em 9 de julho de 1932 estourava a Revolução Constitucionalista de 1932, os simonenses, assim como todos os paulistas, pegaram às armas para combater a ditadura instaurada por Getúlio Vargas, desde 1930. As mulheres formaram um batalhão, o Batalhão Feminino, e por causa dos discursos feitos nas praças da cidade, formou-se o Batalhão de Voluntários de São Simão. As mulheres desse batalhão ficaram responsáveis pela confecção das fardas, os sapateiros ficaram responsáveis pela confecção das botinas dos soldados, isso porque os voluntários simonenses tinham pressa de irem aos campos de batalha, para darem a vitória a São Paulo.
No dia 20 de agosto de 1932, os jovens simonenses foram para as batalhas por M.M.D.C.. A plataforma da estação estava tomada de gente, pois todos queriam despedir-se dos jovens combatentes. Essa tropa incorporou-se ao Batalhão Capitão Saldanha da Gama, comandado pelo Capitão Reynaldo Ramos Saldanha da Gama, que entusiasmado e contente com a força de vontade dos combatentes, enviou-lhes para Vila Queimada, Pedreira Lavrinha, e Queluz: as frentes de batalha mais perigosas. Enquanto a guerra matava e destruía, o Batalhão Feminino recolhia fundos para ajudar quem estava nos combates.
Em outros episódios da guerra, é verídico o fato de que vários soldados da cidade se esconderam nas diversas fazendas ao norte do Morro do Cruzeiro. Muitos deles saíram e voltaram para as suas casas apenas quando descobriram que a guerra havia acabado. Foram às vias principais da cidade e foram saudados ainda como heróis.
Quando souberam que as forças getulistas poderiam se aproximar de São Simão, os simonenses que haviam ficado na cidade esconderam seus bens de valor para não os entregar às tropas inimigas. Uma história interessante, é que o senhor Orlando Flores chegou a enterrar o próprio automóvel para que as tropas mineiras não o confiscasse, e não usasse-o contra as forças paulistas.
Em 28 de setembro de 1932, São Paulo viu-se derrotado, sem saída, pois havia sido traído por alguns estados que antes da Revolução de 32 prometiam ajuda e apoio às tropas paulistas, mas que na hora que a revolução estourou ficaram do lado do Governo. São Simão perdeu dois combatentes: Aristóteles de Abreu Patrony e João Francisco. 
Mas em 16 de julho de 1934, foi assinada uma nova Constituição. São Paulo saía vitorioso, afinal!
Simonenses na II Guerra Mundial em Monte Castello - Itália
Os simonenses são: Francisco Penha, Juracy Luiz, Vicente Luciano e Francisco Tamborim, que não voltou.
1944 - A travessia do Atlântico
No dia 30 de junho de 1944, seguiram, de caminhão até São Cristóvão, onde dormiram. De madrugada, tocou alvorada. No escuro e em silêncio, embarcaram no trem e seguiram até o cais do porto. Também no escuro, foi iniciado o embarque no navio. Os primeiros a embarcar permaneceram o dia e a noite seguintes no navio, enquanto os demais pracinhas faziam o trajeto até o cais e embarcavam. Ao amanhecer do dia 2 de julho, o navio norte-americano General Mann desatracou. O general Mascarenhas de Moraes e alguns oficiais de seu Estado-Maior e mais 5.075 homens, divididos entre um regimento de infantaria, um grupo de artilharia, uma companhia de engenharia e elementos não divisionários. Preparativos para a guerra.
Esta batalha marcou a presença da Força Expedicionária Brasileira (FEB) no conflito. A batalha arrastou-se por três meses, de 24 de novembro de 1944 a 21 de fevereiro de 1945.

### Epidemias
No final do século XIX e início do século XX, São Simão sofreu várias epidemias. Isso, porque o saneamento básico era muitíssimo raro. Um dos únicos hospitais da região, só foi inaugurado na cidade, quando a mesma estava infestada pela terceira epidemia de febre amarela.

#### Epidemia de Varíola
De setembro a dezembro de 1887, houve na chamada Vila de São Simão, uma epidemia de varíola. Após 14 dias do contágio, a pessoa fica com lesões no corpo. Oficialmente, 39 pessoas morreram na cidade por causa dessa epidemia. Mas essa informação provém de livros da igreja, e deve-se lembrar que nem todos registravam a morte de familiares, já que não se tinham vantagens. Lembremos também dos escravos que não eram contados. Após as mortes, os defuntos eram enterrados em lugares distantes, já que tinha-se medo do contágio. Na verdade, os próprios familiares tinham medo de transladar os corpos para longe. Um escravo conhecido por "Nhô", foi quem fez o serviço de transladar os corpos para um lugar determinado. Mas não se sabe se ele ganhou a alforria por esse trabalho, ou se ganhara a mesma antes da epidemia, e depois ganhara um dinheiro para compensar-lhe o perigo que havia passado.

#### Epidemias de Febre Amarela
O município teve três grandes epidemias, que afetaram as zonas rural e urbana. Na época, a doença era conhecida por Tifo Amaril, Vômito Negro, Mal de Sião e Mal das Antilhas.
1896: A primeira epidemia
De 1850 a 1902, o município do Rio de Janeiro era frequentemente alvo da Febre amarela. Eis que muitos contaminados aportaram no Porto de Santos, e pelos trens espalhavam a doença pelo interior paulista.
As autoridades de São Simão foram avisadas pela Secretaria de Negócios do Interior, e incumbidas da inspeção dos passageiros, e da desinfecção de vagões e bagagem. Existem indícios de que isso não foi feito, e em 1896 começava a primeira epidemia de febre amarela.
O médico e vereador João Fairbanks, solicitou pela câmara municipal, uma compra de remédios, alimentos, e caixões.
A doença vinha fazendo vítimas, e as autoridades médicas e políticas, decidiram que poderia se enterrar os cadáveres no cemitério municipal, em uma vala que foi aberta em julho de 1896. As paredes da vala foram cobertas com cal, e recobertas por lâminas de zinco, além da camada de 30 m de cal sobre os corpos, e plantados eucaliptos ao redor da área interditada.
Mas não adiantou, porque os casos continuavam aparecendo, e começou-se a pensar que a doença era transmitida pelo mau cheiro. João Fairbanks, solicitou a construção de um cemitério fora da cidade, construído cerca de 500 metros longe de Bento Quirino. Na época, a população urbana simonense contava com 4.000 pessoas cerca de 800 morreram, cerca de 700 fugiram da cidade e foram mal recebidas pelo medo do contágio.
O jornal O Estado de S. Paulo, em 8 de maio de 1897 publicou: São Simão fica com 2.500 pessoas.
As ruas ficaram vazias, e os inspetores sanitários aconselharam que ninguém voltasse à cidade por algum tempo, e as pessoas alojaram-se nas fazendas e vilas  vizinhas a São Simão, que ficara deserta.
1901:A segunda epidemia
Em 1901, os simonenses depararam-se com outra epidemia de febre amarela, todavia, de proporções bem menores em vista da primeira, como foi visto acima.
Nessa epidemia, as autoridades locais se preocuparam logo no tratamento dos infectados(as), não deixando a doença se alastrar, como aconteceu de modo extraordinário em 1896, ano em que ocorreu a primeira epidemia.
1902:A terceira epidemia

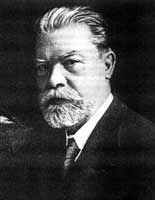
Emílio Ribas, que trabalhou em São Simão.

Em junho de 1902, casos da doença voltaram a aparecer na cidade, e as pessoas começaram a deixar São Simão por medo do contágio. O Serviço Sanitário Estadual ficou sabendo dos casos pelas pessoas que saíam da cidade, pois os boatos eram grandes, e quis saber se os boatos eram verdadeiros. O interventor, que hoje chamaríamos de prefeito, disse que não havia nenhum caso da doença, o que era mentira, Ele fez isso para não afastar da região uma indústria têxtil que viria, nem para que a cidade perdesse mais habitantes, e consequentemente, ficasse menor. Sem saber a verdade, o Serviço Sanitário Estadual não mandou ajuda, e muitas pessoas morreram sem ajuda.
Mas mesmo assim, foi enviado a São Simão um clínico, que constatou que a cidade enfrentava um grave surto de febre amarela. O intendente, porém, queria contestar o incontestável, dizendo que a cidade não estava à  beira de outra epidemia, e solicitou a vinda de um inspetor sanitário para a cidade. Foi o Dr. Carlos Meyer que chegou na cidade, e viu focos do ædes ægypti alertando o problema.
Emílio Ribas que viajou até São Simão, e ao chegar na cidade, descreveu-a com 530 prédios, sendo 90% deles eram mal construídos, não tinham assoalho nem forro, e o município não tinha saneamento básico.
A epidemia aumentou, e todos os recém-nascidos simonenses morreram na época, segundo estudos de Fausto Pires de Oliveira e de Luiz Antônio Nogueira que compararam as certidões de nascimento daquele período com os atestados de óbito do mesmo período. Emílio Ribas e um pequeno grupo de médicos contavam apenas com a boa vontade de alguns voluntários. Esses ficaram hospedados por algum tempo no Hotel dos Viajantes,e trabalhavam no Cemitério da Zona Rural. Assim, se alguém morresse nas mãos da equipe médica era rapidamente enterrado, tinha o nome escrito no livro de registros, e no túmulo um número identificativo.
Durante a epidemia, a cidade foi administrada pelos médicos, já que as autoridades políticas fugiram, deixando os munícipes entregues à própria sorte. Só ao fim da epidemia, São Simão, por tntciativa do juiz de direito da comarca, ganhou a Santa Casa de Misericórdia. As pessoas que saíram da cidade nunca mais voltaram com medo da doença, mesmo sabendo do fim da epidemia, e que Emílio Ribas havia mandado limpar o rio que corta a cidade.

#### Epidemia de Influenza
A cidade havia sido praticamente dizimada pela terceira epidemia de Febre amarela, e estava entregue à própria sorte. Ribeirão Preto havia passado a cidade em número de habitantes e de extensão territorial.
Abalada pela última epidemia e pela má administração, no fim de 1918 e começo de 1919, São Simão começou a sofrer com a Gripe espanhola, ou como é conhecida, Influenza.
A doença matou muitas pessoas na Europa, e é causada pelo vírus mixovirus influenzæ. A doença chegou à América trazida pelos soldados estado-unidenses depois da Primeira Guerra Mundial.
Mas dessa vez, as autoridades simonenses travaram uma luta rápida contra a gripe espanhola. Todas as autoridades trataram de não deixar com que a doença se alastrasse, e virasse uma epidemia: as consequências seriam bem maiores do que das epidemias de febre amarela e varíola. Uma enfermaria foi montada no Grupo Escolar (no centro da cidade, na Praça da Matriz), já que muitas crianças simonenses haviam morrido na terceira epidemia de febre amarela. 
As autoridades de São Simão, por medo de uma gravíssima epidemia, mandaram quantias de dinheiro para Serra Azul, para combater a doença. Segundo livros da época, 25 pessoas morreram de Influenza. Esses dados são confiáveis, pois as autoridades simonenses, durante o período de medo de que a Influenza chegasse a São Simão, não esconderam nada dos moradores(as).

### Os três gês
Entre 1918 e 1919, São Simão sofreu devido ao que se passou a chamar "três gês", que foram três catástrofes que abalaram a cidade nessa época:
- Gripe espanhola
- Geada
- Gafanhotos

## Geografia
Tendo como  latitude 21º28'45" sul e  longitude 47º33'03" oeste. Com uma altitude de 665 metros. Sua população estimada em 2004 era de 14.541 habitantes. É o 119.º município do estado de São Paulo em área.

### Hidrografia
A água do Rio Tamanduá foi a 1ª a ser envasada em longa vida e exportada para Arábia Saudita na década de 1970.

### Clima
Segundo dados do Instituto Nacional de Meteorologia (INMET), referentes ao período 1961 a 1990 e a partir de 1992, a menor temperatura registrada em São Simão foi de −0,9 °C em 28 de junho de 2011, seguido por 0 °C nos dias 16 de agosto de 1978 e 30 de julho de 2021, e a maior chegou a 41,3 °C em 7 de outubro de 2020. O maior acumulado de precipitação em 24 horas alcançou 109 mm em 20 de outubro de 1981. Outros acumulados iguais ou superiores a 100 mm foram: 107 mm em 25 de novembro de 1975, 104 mm em 2 de fevereiro de 1982, 103,6 mm em 3 de novembro de 1979, 102,9 mm em 9 de janeiro de 1970, 102 mm em 13 de janeiro de 2002 e 100,3 mm em 8 de fevereiro de 1983.
| Dados climatológicos para São Simão | Dados climatológicos para São Simão | Dados climatológicos para São Simão | Dados climatológicos para São Simão | Dados climatológicos para São Simão | Dados climatológicos para São Simão | Dados climatológicos para São Simão | Dados climatológicos para São Simão | Dados climatológicos para São Simão | Dados climatológicos para São Simão | Dados climatológicos para São Simão | Dados climatológicos para São Simão | Dados climatológicos para São Simão | Dados climatológicos para São Simão |
| Mês | Jan                                 | Fev                                 | Mar                                 | Abr                                 | Mai                                 | Jun                                 | Jul                                 | Ago                                 | Set                                 | Out                                 | Nov                                 | Dez                                 | Ano                                 |
| --- | ----------------------------------- | ----------------------------------- | ----------------------------------- | ----------------------------------- | ----------------------------------- | ----------------------------------- | ----------------------------------- | ----------------------------------- | ----------------------------------- | ----------------------------------- | ----------------------------------- | ----------------------------------- | ----------------------------------- |
| Temperatura máxima recorde (°C) | 38,8                                | 38,7                                | 35,9                                | 36,6                                | 33,3                                | 32,7                                | 33,3                                | 36,7                                | 40,7                                | 41,3                                | 38,5                                | 37,2                                | 41,3                                |
| Temperatura máxima média (°C) | 30,4                                | 31                                  | 30,7                                | 29,7                                | 27                                  | 26,6                                | 27                                  | 29,1                                | 30                                  | 30,9                                | 30,5                                | 30,2                                | 29,4                                |
| Temperatura média compensada (°C) | 24,3                                | 24,3                                | 24                                  | 22,5                                | 19,4                                | 18,3                                | 18,5                                | 20,5                                | 22,2                                | 23,6                                | 23,8                                | 24                                  | 22,1                                |
| Temperatura mínima média (°C) | 20,1                                | 19,9                                | 19,4                                | 17,3                                | 13,9                                | 12,1                                | 11,9                                | 13,4                                | 16,1                                | 17,9                                | 18,7                                | 19,7                                | 16,7                                |
| Temperatura mínima recorde (°C) | 12,7                                | 12,8                                | 8,8                                 | 4,6                                 | 2,5                                 | −0,9                                | 0                                   | 0                                   | 4,2                                 | 8,6                                 | 9,6                                 | 10,8                                | −0,9                                |
| Precipitação (mm) | 281,5                               | 197,4                               | 145,8                               | 56,4                                | 55                                  | 28                                  | 15,3                                | 19,5                                | 61                                  | 114,6                               | 172                                 | 228,2                               | 1 374,7                             |
| Dias com precipitação | 16                                  | 12                                  | 10                                  | 5                                   | 4                                   | 3                                   | 2                                   | 2                                   | 6                                   | 8                                   | 11                                  | 15                                  | 94                                  |
| Umidade relativa compensada (%) | 76,8                                | 75,8                                | 75                                  | 71,5                                | 71,5                                | 70,2                                | 63,3                                | 55,8                                | 57,8                                | 63,4                                | 70,1                                | 75                                  | 68,9                                |
| Insolação (h) | 163,2                               | 173,9                               | 208,5                               | 226,1                               | 213,3                               | 207,8                               | 232,3                               | 243,1                               | 209,5                               | 205,6                               | 190,3                               | 177                                 | 2 450,6                             |
| Fonte: INMET (precipitação, umidade e horas de sol: normal climatológica de 1991-2020; médias de temperatura: normal de 1981-2010; recordes de temperatura: 01/01/1961 a 31/05/1990 e a partir de 01/06/1992) |                                     |                                     |                                     |                                     |                                     |                                     |                                     |                                     |                                     |                                     |                                     |                                     |                                     |

### Rodovias
- SP-253
- SP-330- Rodovia Anhanguera

### Ferrovias
- Variante Tambaú-Bento Quirino da antiga Companhia Mogiana de Estradas de Ferro [8]
- Variante Bento Quirino-Entroncamento da antiga Companhia Mogiana de Estradas de Ferro [9]

### Bairros

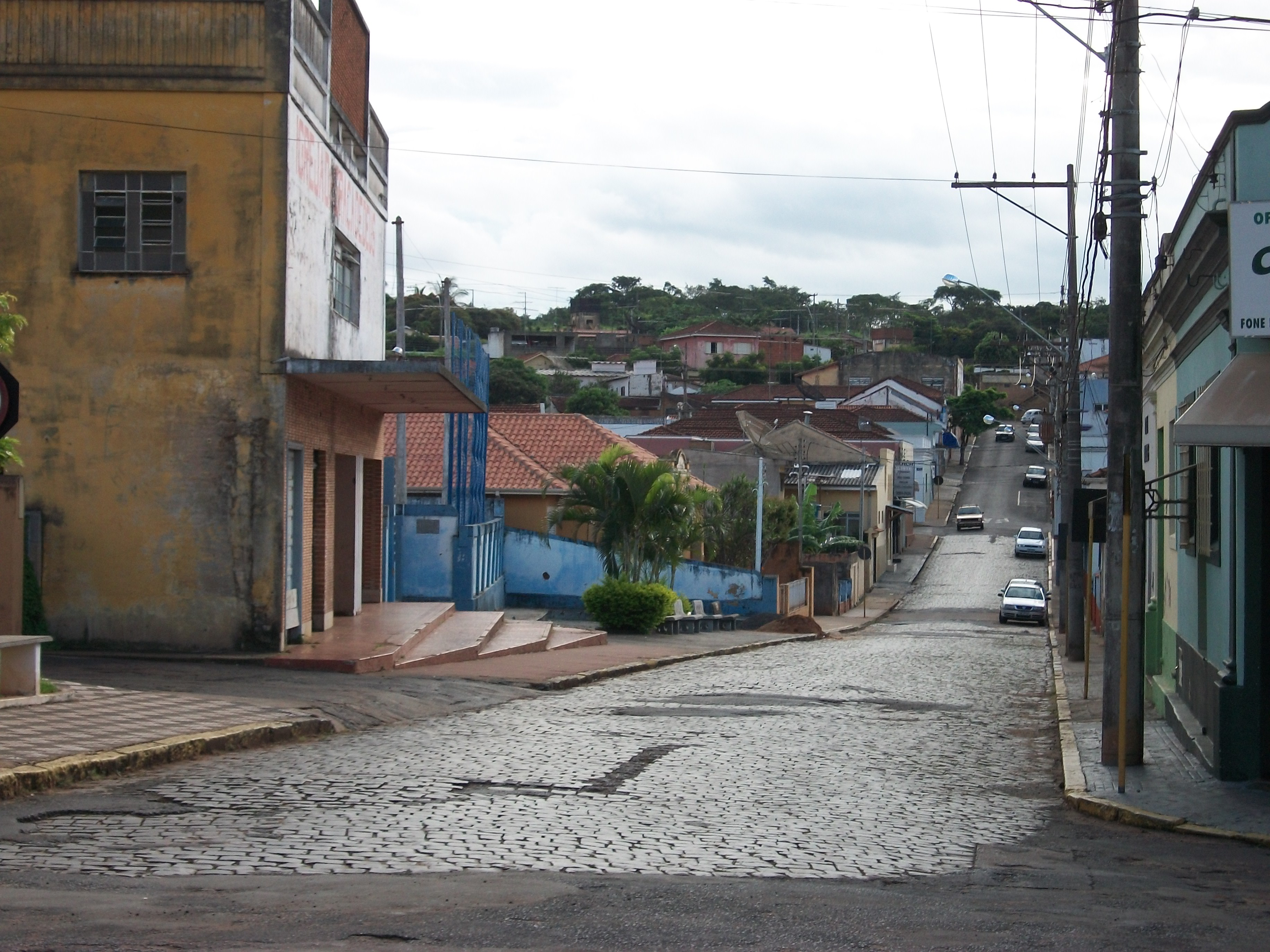
Rua 20 de Agosto, no centro de São Simão.

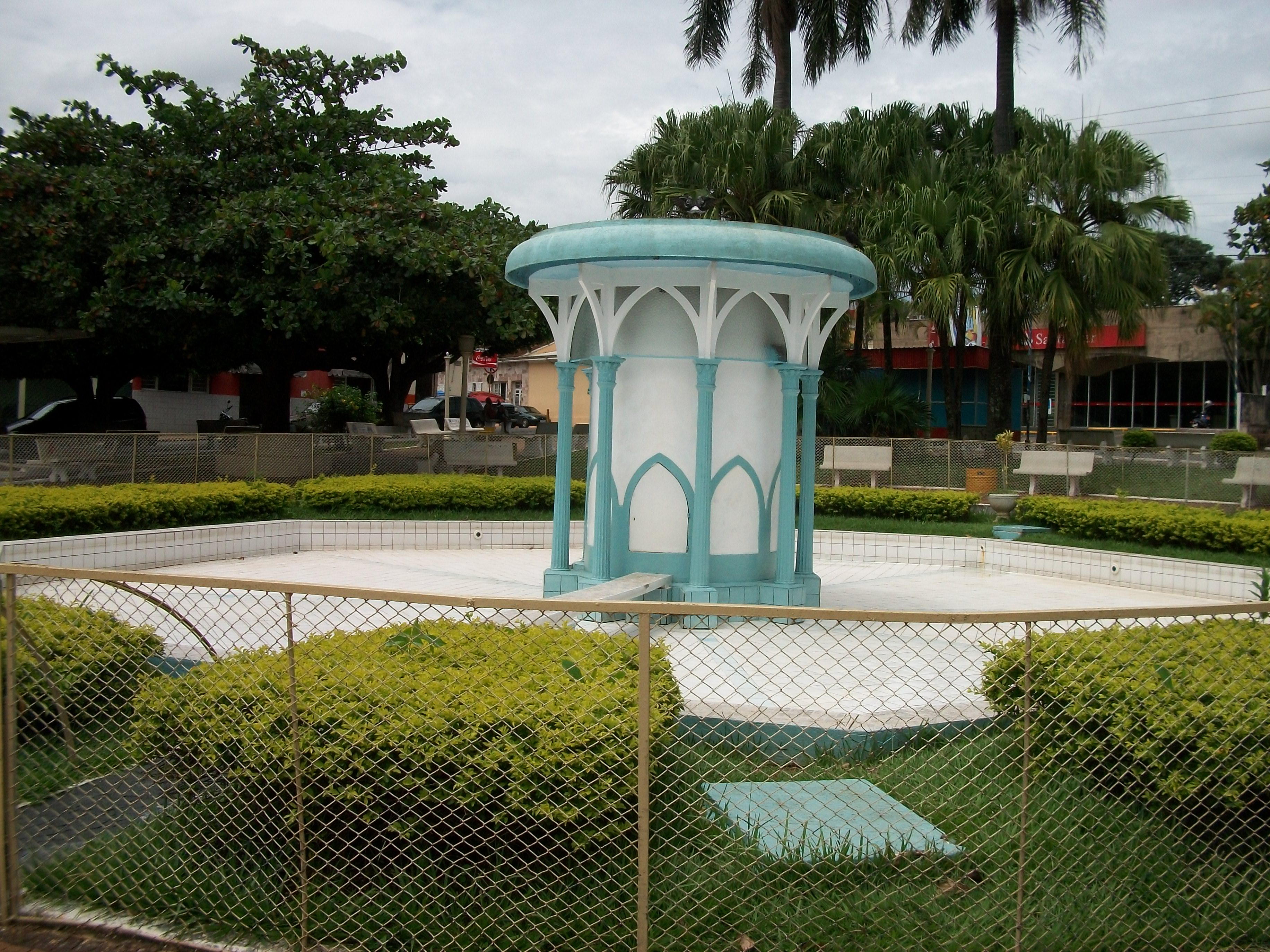
Fonte luminosa na Praça da República.

A cidade, é formada por prédios antigos, compreendidos entre a igreja matriz e a rodoviária, o que é chamado centro da cidade, e  pelos bairros:
- a sentido sudeste: Vila Monteiro e Cava do Bosque
- a sentido sudoeste: Conjunto Evangelina Geraigire, Jardim João Furtado e Jardim da Saúde.
- a sentido noroeste: Jardim das Américas, Bento Quirino, Jardim Brasil, Jardim Cláudia Prado, Parque dos Ferroviários, Vila Industrial e Jardim dos Imigrantes.

## Infraestrutura

### Comunicações
O sistema de telefones automáticos foi inaugurado na cidade em 1975 pela Telecomunicações de São Paulo (TELESP), que também implantou o sistema de discagem direta à distância (DDD) em 1978 com o código de área (0166). Anteriormente a cidade era atendida pela Companhia Telefônica Brasileira (CTB).
Em 1980 o código DDD da cidade foi alterado para (016), para padronização com o sistema telefônico das regiões de Ribeirão Preto e Franca.

## Política e administração
Atual: 2017/2024 - Reeleito em 2020

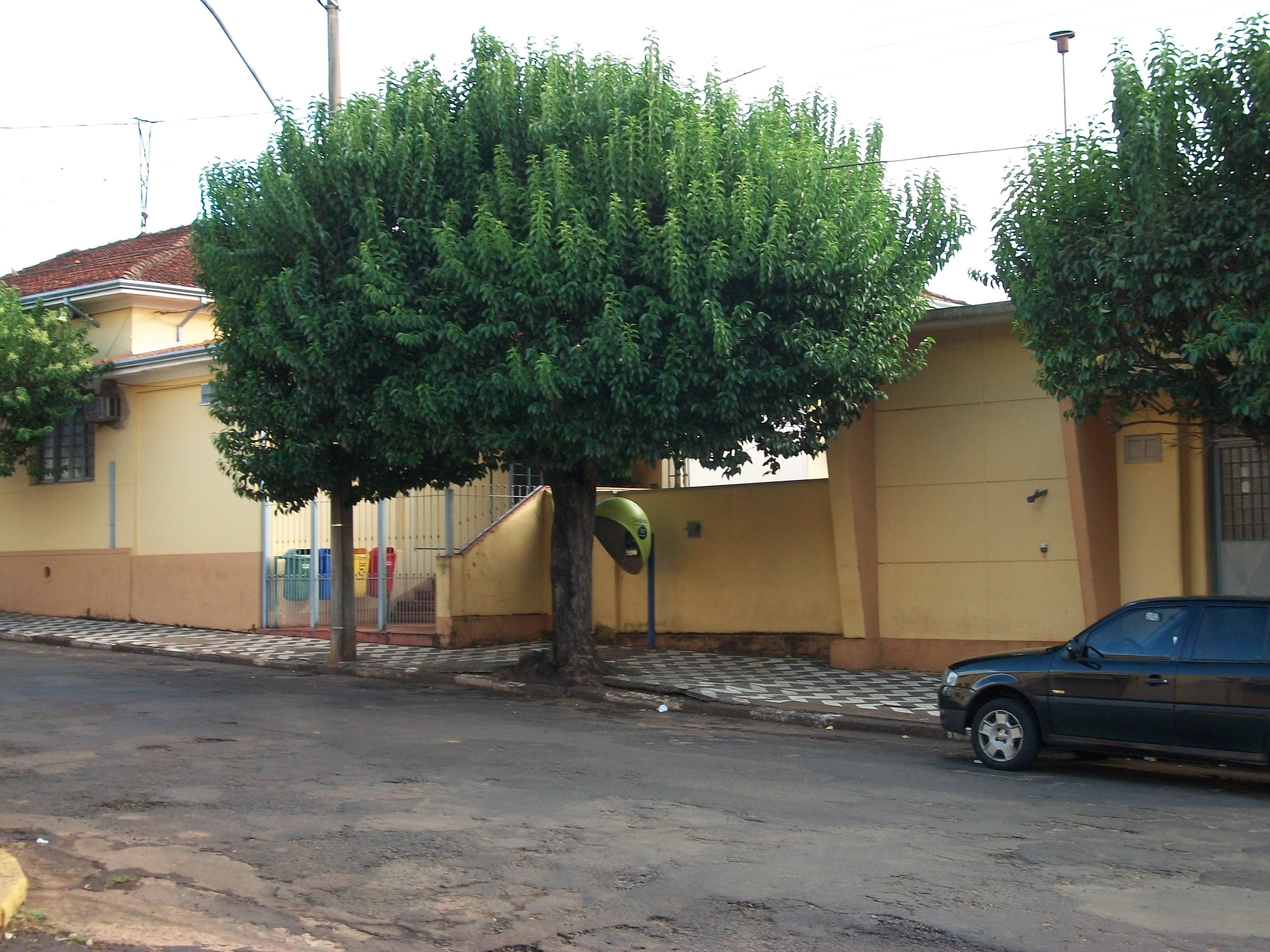
Prefeitura Municipal de São Simão.

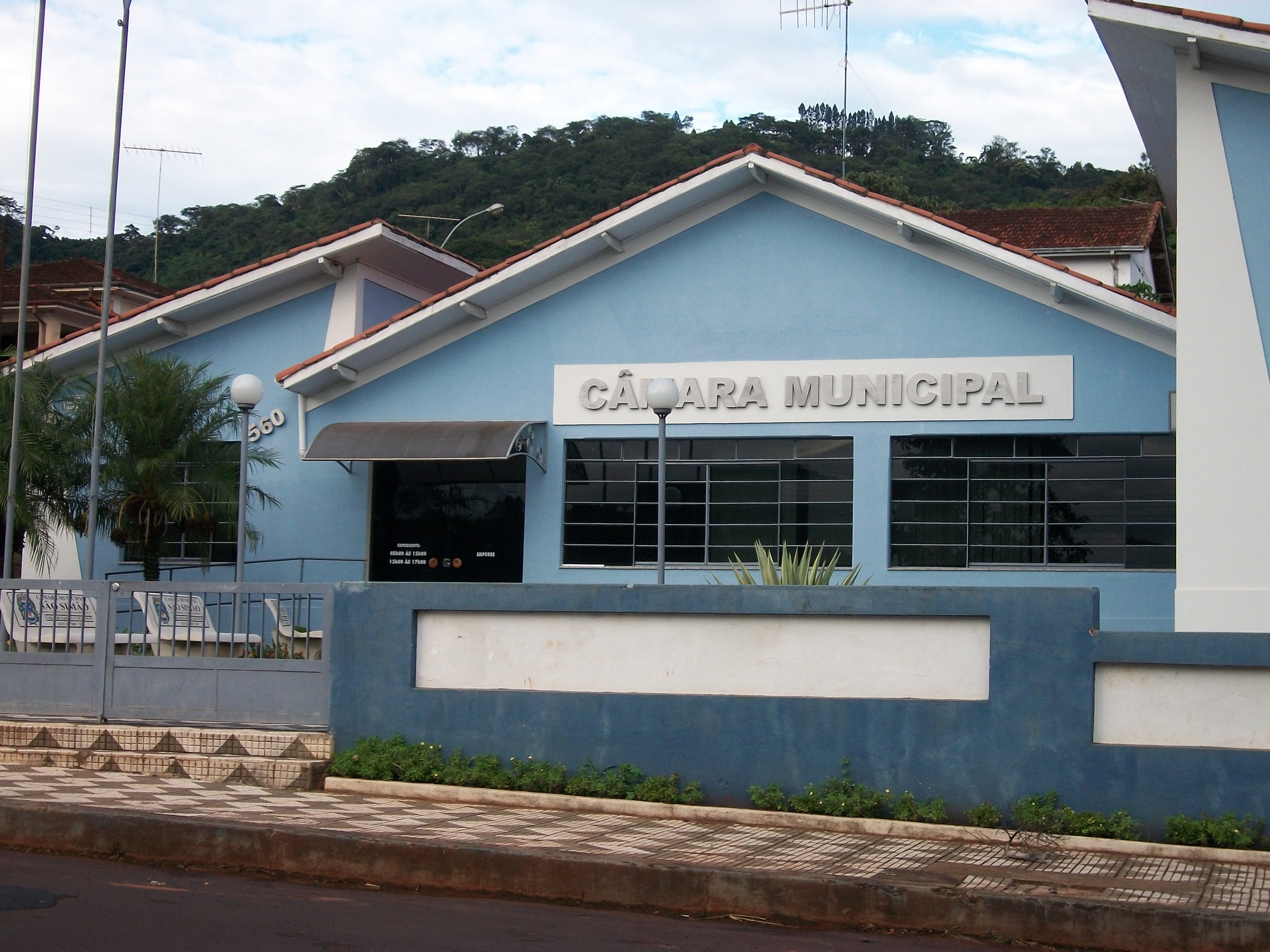
Câmara Municipal de São Simão, sede do poder legislativo.

- Prefeito: Marcos Daniel Bonagamba (UNIÃO)
- Vice-prefeito: Claudemir Aparecido Dolmen (MDB)

Proxima: 2025/2028
- Prefeito: Izaias Leão de Souza (PSD)
- Vice-prefeito: Adauto Luiz Pereira dos Reis (PSB)

### Lista de ex-prefeitos
| Nome                                | Mandato     |
| ----------------------------------- | ----------- |
| Francisco Pereira Viana Sobrinho    | 1949 a 1952 |
| Joaquim Procópio de Araújo Carvalho | 1953 a 1956 |
| Benedito Mielli                     | 1957 a 1960 |
| Chaffy Jorge                        | 1961 a 1964 |
| Rubens Guedes de Azevedo            | 1965 a 1968 |
| Chaffy Jorge                        | 1969 a 1972 |
| Benedito Mielli                     | 1973 a 1976 |
| Plínio Estanislau Sbeghen Toldo     | 1977 a 1982 |
| Samir Geraigire                     | 1983 a 1988 |
| Plínio Estanislau Sbeghen Toldo     | 1989 a 1992 |
| Samir Geraigire                     | 1993 a 1996 |
| Joaquim Graciano Madruga            | 1997 a 2000 |
| Hildo Benedito Machado Filho        | 2001 a 2004 |
| Marcelo Aparecido dos Santos        | 2005 a 2012 |
| Izaias Leão de Souza                | 2013 a 2016 |

### Câmara de Vereadores
- Atual Presidente: Osmir Marcos Muniz (2023-2024)

## Esportes

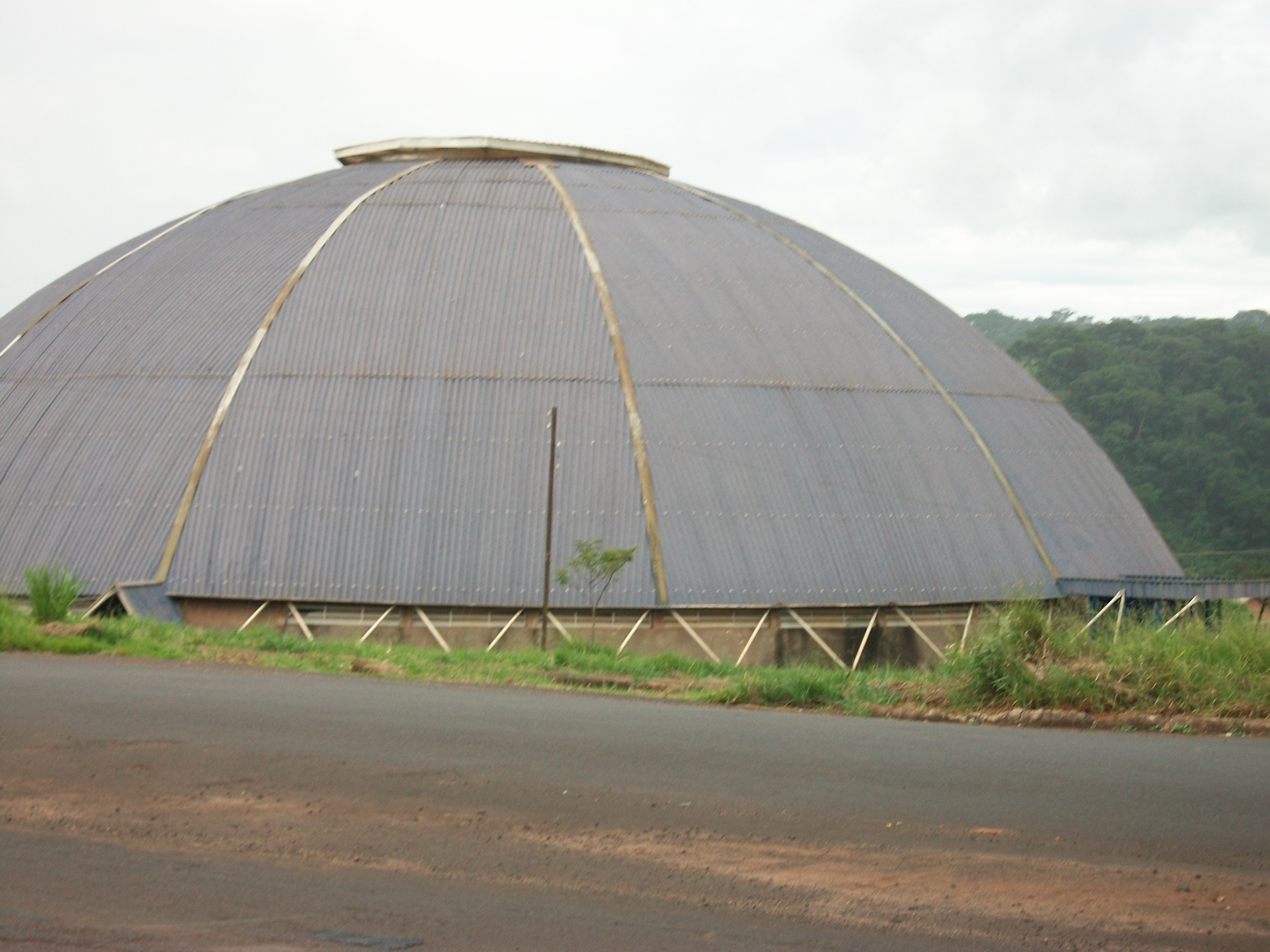
Ginásio de Esportes "Amadei Giraigire", em São Simão.

Na cidade, encontra-se o Ginásio de Esportes Amadeu Geraigire, que na cidade é conhecido por "Bolão Azul", por sua forma de "meia bola". Entre 1989 e 1998 (Com exceção de 1997), o Festival Simonense da Canção (FESICA), ocorreu ali.
O ginásio proporciona ao usuário(a), uma ampla infraestrutura, pois é poliesportivo. Talvez seja por isso, que no ginásio, não ocorram somente eventos esportivos. A população simonense já pode assistir nesse local, apresentações de ginástica artística de ginastas da extinta União Soviética, bem como já pode assistir uma ordenação sacerdotal em 1995.

## Religião
O Cristianismo se faz presente na cidade da seguinte forma:

### Igreja Católica

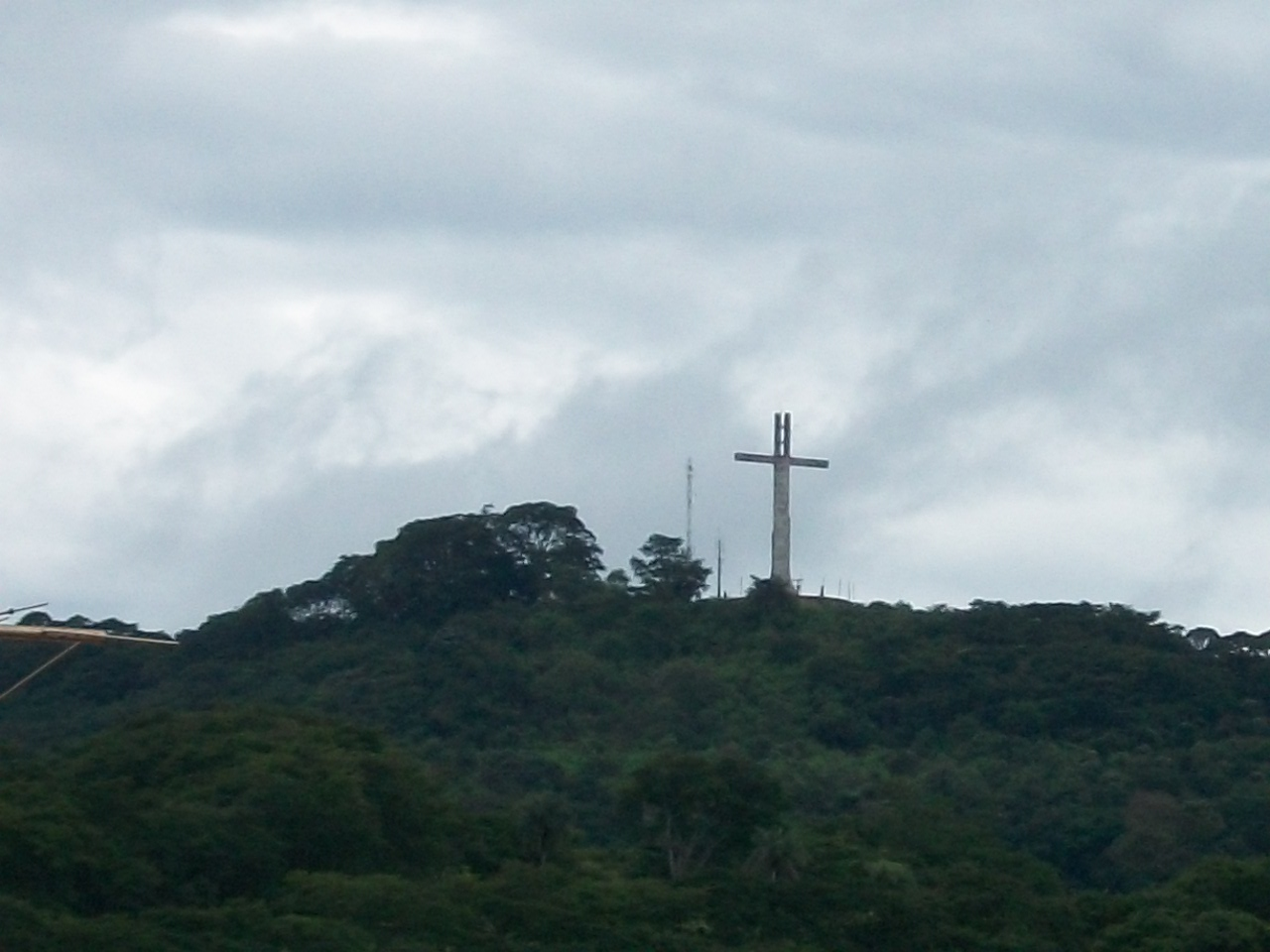
Morro do Cruzeiro em São Simão, SP.

O município de São Simão pertence à Arquidiocese de Ribeirão Preto.
O município possui um cruzeiro, que pode ser visto de quase toda cidade, pois foi construído no alto de um monte. Possui 40 metros de altura, e tem como acesso uma rua asfaltada, que percorrendo-a, vê-se a Via Sacra. O cruzeiro foi lembrado pelo papa João Paulo II quando ganhou sua iluminação noturna. Além disso, todo fim de ano o Cruzeiro ganha iluminação natalina, que encanta moradores e visitantes.

#### Matriz São Simão Apóstolo

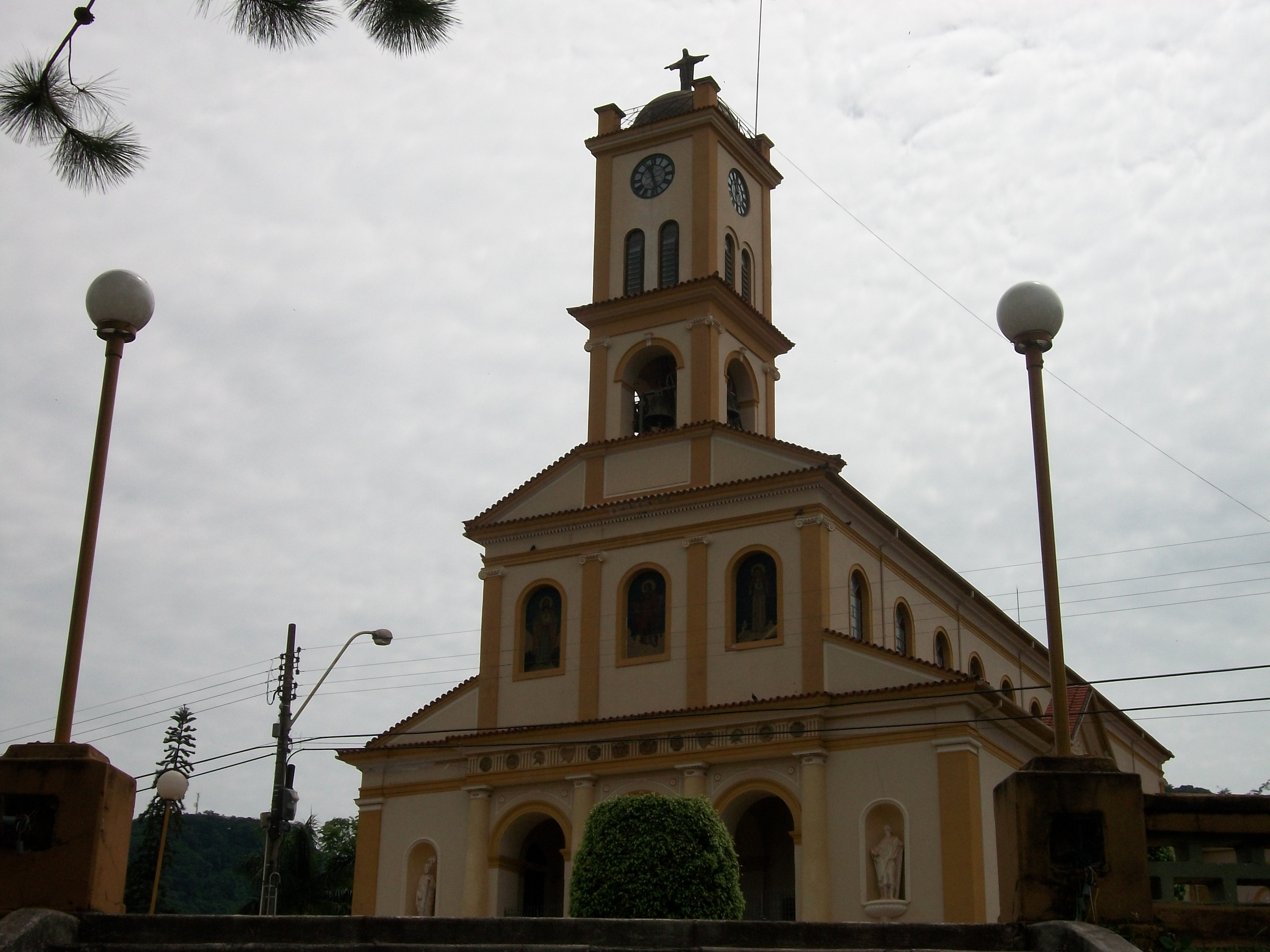
Matriz São Simão Apóstolo.

A matriz São Simão Apóstolo, localiza-se no centro da cidade, na Praça da Matriz. Na cidade, é dito coloquialmente, que esta igreja fora construída com mão de obra escrava. Esta igreja, foi construída no século XIX sobre uma pedreira. A obra terminou em 1891, mas a igreja foi inaugurada no ano seguinte. Tem paredes com cerca de um metro de espessura, construídas todas  com pedras, com exceção à torre, construída em 1954, quando aconteceu a colocação do relógio.
A Igreja Matriz foi construída no estilo eclético: mistura elementos neoclássicos como o Arco Pleno, porém possui também, na fachada, elementos que a caracterizam como do partido Jesuítico - triangularidade entre janelas e portão principal -, apesar de possuir um Nartex, que é o recuo da entrada - uma certa espécie de loggia - praticado pelo partido Franciscano na arquitetura. As suas linhas no sentido vertical nos lembram o Déco. Suas edículas, termo que utilizamos na arquitetura para designar espaço para se colocar estátuas, cristãs ou não, na fachada - o termo Edícula no português local caiu em coloquialismo, perdeu o sentido correto e passou a ser considerado uma casa ao fundo de um terreno - são do estilo Renascentista. Vemos então que a Matriz simonense possui estilos que remetem a mais de quatro séculos de existência, prática muito comum ao final do século XIX.
Obras e restaurações
Em 1963, o sino maior apresentou uma rachadura, e por isso, os três sinos foram substituídos. Em 1999, passou por uma reforma que trocou o piso, restaurou obras de arte sacra, além da pintura do prédio.
Houve um desabamento parcial do teto da nave, a igreja ficou interditada para a construção do teto da nave, e por medida de precaução, os tetos sobre o altar-mor e sobre o altar barroco, foram destruídos, e construídos novos, mas felizmente, ninguém se feriu, pois isso aconteceu durante a noite. A decoração destes forros, que era em arte sacra, foi totalmente restaurada, conseguindo em um belíssimo resultado.
Pinturas de arte sacra 
No teto da nave, está pintada a cena do martírio de São Simão. Sobre o altar-mor, está pintada a cena de São Simão sendo levado à glória de Deus. Sobre o altar, está pintada a cena de anjos, adorando o Corpo e Sangue de Cristo na eucaristia, e anunciando o Juízo Final. Nas paredes dos corredores laterais, paralelos à nave, estão pintadas as Via Crucis. No início de um dos corredores (o direito ao entrar pela porta da frente), vê-se a imagem do Cristo crucificado, e ao fundo, a pintura de Jerusalém.
Padres simonenses 
- Cônego Mario Sarmento, Ordenado na Catedral de Ribeirão Preto a 13 de agosto de 1932, seus pais são: Joaquim Moraes Sarmento e Beatriz da Cunha Sarmento.
- Frei Luiz Varanda, Rezou sua 1ª Missa em São Simão no dia 9 de dezembro de 1947, Filho de: Joaquim Varanda e Carolina Varanda.
- Cônego Horácio Longo, ordenou em Roma dia 12 de março de 1949, filho de João Longo e Joana Longo.
- Padre Júlio Negrizzolo, nasceu em Serra Azul, quando pertencia a São Simão, 1ª Missa em Bento Quirino dia 28 de janeiro de 1949, Filho de: Victorio Negrizzolo e Maria Targas Negrizzolo.
- Padre José Claudio da Silva, ordenou em Araçatuba SP no dia 19 de dezembro de 1965, filho de: Olívio José da Silva e Joana Paquini da Silva.
- Padre Carlos Alberto Baptistine, ordenado no Santuário Nacional de Aparecida, Aparecida - SP, no dia 1 de setembro de 2001 e sua 1ª Missa em Bento Quirino - São Simão -SP dia 2 de setembro de 2001. Filho de: Antônio Baptistine e Lucia Bevilaqua Baptistine.

### Igrejas Evangélicas
- Assembleia de Deus Ministério do Belém.[15][16]
- Congregação Cristã no Brasil.[17]